# ハーレー内閣
ハーレー内閣 (英語: Harley ministry) は、グレートブリテン王国の内閣。1710年から1714年まで存在した。

## 概要
アン女王統治下の1710年に、トーリー党のロバート・ハーレーを首班として組閣された。前政権で権力を掌握していたホイッグ党ジャントーは、この政権樹立により力を失っている。
主にスペイン継承戦争の終結のために尽力し、ユトレヒト条約締結を実現させた。外交関係はボリングブルック子爵に一任されていた。また、1712年には汚職事件によりロバート・ウォルポールをロンドン塔へ幽閉している。
ハーレー内閣はアン女王が死去した1714年に解体された。アン女王の死後即位したジョージ1世が、ハーレーやボリングブルック子爵が王位継承法に反対し、ジャコバイトを支持しているのではないかと信じ込んでいたためである。後任にはチャールズ・タウンゼンドを付け、ホイッグ党中心のタウンゼンド子爵内閣が成立した。トーリー党が再び政権を獲得するのは1762年のことである。
ハーレーとボリングブルック子爵の2名は反逆を疑われ、多くの支持者とともに亡命を余儀なくされた。